# パルミュス
パルミュス(ParmysまたはParmida)は、ペルシアの王女である。キュロス2世の息子であるスメルディスの唯一の娘である。キュロス2世とカッサンダネの孫に当たる。
ダレイオス1世がアケメネス朝の王位を奪取した時、彼はキュロス2世の2人の娘（アトッサとアルテュストネ）と結婚しており、後に孫であるパルミュスとも結婚した。パルミュスはアリオマルドスと呼ばれる息子を産んだ。Parmidaとは、「小さな楽園」を意味する言葉である。

## 一次情報源
- ヘロドトスIII, 88; VII, 78
- ペルセポリス城砦文書（ここでは、彼女はUparmiyaと呼ばれている）